# Клан Макдональд из Кланраналда
Макдональд из Кланраналда (англ. Macdonald of Clanranald, или Raonuil) — шотландский клан с Гебридских островов.

## История
Клан Макдональд из Кланраналда — ответвление от кланa Макдональд, крупнейшего шотландского клана, происходящего от правителя королевства Островов Дональда.
Основателем клана Макдональд из Кланраналда являлся Ранальд, сын первого лорда Островов Джона I Макдональда, внука Ангуса Ога, четвёртого внука основателя королевства Островов Сомерледа. Также от Ранальда происходит и другой шотландский род — клан Макдоннел из Гленгарри.